# Dark ambient
El dark ambient es un subgénero de la música electrónica derivado del Ambient que se caracteriza por tener tonos discordantes y un sonido musical siniestro u oscuro. El dark ambient surgió en los años 1980 con la introducción de nuevos sintetizadores y la tecnología en el género de música electrónica y otros avances técnicos en la música. Uno de los primeros discos del género es Ambient 4: On Land, de Brian Eno. El dark ambient es un género diverso, ya que está relacionado con la música industrial, el drone, el noise, e inclusive el ambient.

## Etimología
El término "Dark ambient" fue acuñado a principios de la década de 1990 por Roger Karmanik para describir la música de Raison d'être y artistas relacionados que están fuertemente asociados con el sello discográfico Cold Meat Industry .

## Orígenes y Desarrollo
Tiene sus raíces en la década de 1970 con la introducción de unidades de efectos, sintetizadores y tecnología de muestreo más nuevos, más pequeños y asequibles. Los primeros elementos del género se pueden encontrar en el álbum de 1978 de Throbbing Gristle, DoA: The Third and Final Report of Throbbing Gristle, y en la banda sonora de la película Eraserhead de David Lynch de 1977. Importantes precursores del género fueron el primer álbum doble de Tangerine Dream, Zeit (1972), que, a diferencia de la mayoría de sus álbumes posteriores, abandonó cualquier noción de ritmo o melodía definible en favor de sonidos "oscuros" sinuosos y ocasionalmente perturbadores ; y también,Affenstunde (1970) de labanda de krautrock Popol Vuh .
Proyectos como Lustmord , Nocturnal Emissions y Zoviet France evolucionaron a partir de la música industrial durante la década de 1980 y fueron algunos de los primeros artistas en crear música ambiental consistentemente oscura. Estos artistas hacen uso de principios industriales como el ruido y las tácticas de shock, pero manejan estos elementos con más sutileza. Además, el ambiente industrial a menudo tiene fuertes tendencias ocultistas con una inclinación particular hacia la magia como la expone Aleister Crowley y la magia del caos , a menudo dando a la música un sabor ritual. 
El álbum Deep Listening de la compositora pionera en electrónica y experimental Pauline Oliveros en colaboración con Stuart Dempster y Panaiotis lanzado en 1989, así como el álbum Zamia Lehmanni: Songs of Byzantine Flowers del grupo musical australiano SPK lanzado en 1987 también se citan por haber tenido un impacto considerable. impacto en el desarrollo del ambiente oscuro.
En la década de 2020, los artistas conocidos por producir trabajos de ambiente oscuro incluyen actos asociados con el sello discográfico Cryo Chamber, dirigido por Simon Heath , quien ha estado componiendo música de ambiente oscuro durante más de dos décadas. El sitio web "This Is Darkness" está dedicado al género de ambiente oscuro en todas sus versiones.

## Características
El ambiente oscuro a menudo consiste en la evolución de armonías disonantes de drones y resonancias , retumbos de baja frecuencia y ruidos de máquinas, a veces complementados con gongs , ritmos de percusión , rugidos , voces distorsionadas y otros sonidos encontrados , a menudo procesados hasta el punto en que la muestra original no puede ser reconocida. Por ejemplo, obras enteras pueden basarse en grabaciones de radiotelescopios (p. ej. Trans-Plutonian Transmissions de Arecibo ), el balbuceo de bebés recién nacidos (p. ej. Nocturnal Emissions ' Mouths of Babes), o sonidos grabados a través de micrófonos de contacto en cables telegráficos (por ejemplo, Primal Image de Alan Lamb ). 
Generalmente, la música tiende a evocar un sentimiento de soledad, melancolía, encierro, oscuridad y aislamiento. Sin embargo, si bien el tema de la música tiende a ser de naturaleza "oscura", algunos artistas crean paisajes sonoros más orgánicos. La serie Sinfonías de los planetas , una colección de obras de Brain/Mind Research inspiradas en ondas de plasma de frecuencia audible registradas por las sondas espaciales no tripuladas Voyager , también puede considerarse una manifestación orgánica del ambiente oscuro.

## Listado de Artistas
- Moloch Conspiracy
- Humanfobia
- My Own Cubic Stone
- Sona Nyl
- Fabio Keiner
- The Null Spectre
- Nox Arcana
- Lustmord
- Atrium Carceri
- Andrea Haugen
- Dargaard
- Kaoshipnótico
- Elend
- Gorium
- Aghast
- Kosemet
- Abiotha
- Emme Ya
- Coven Project
- Filmy Ghost
- Corona Barathri
- Noctilucant
- Deep Dark
- protoU
- REPULSIVE
- Vraanxia
- turista digital
- øneheart
- reidenshi
- Vril 88
- Antent
- Mineve
- les
- Lønelyspirit
- Çinar
- Sevenlies
- Sungiovese
- Alixe.
- .diedlonely
- inan.
- pandora